# Cyana rufifrons
Cyana rufifrons is een vlinder uit de familie spinneruilen (Erebidae), onderfamilie beervlinders (Arctiinae). De wetenschappelijke naam van de soort is voor het eerst geldig gepubliceerd in 1912 door Lionel Walter Rothschild.
Deze beervlinder komt voor in het Afrotropisch gebied. Hij is alleen bekend van de typelocatie: Sao Tomé.